# Calera de León
Calera de León es un municipio y localidad española de la provincia de Badajoz, en la comunidad autónoma de Extremadura. El término municipal tiene una población de 918 habitantes (INE 2024)

## Situación
El municipio se sitúa sobre una colina de 709,4 m y su término municipal está lleno de sierras y colinas (sierra de Tentudía).
En su término municipal se halla el monte Tentudía, el más alto de la provincia de Badajoz con 1104 m sobre el nivel del mar.
Dista de Badajoz 126 km y de Sevilla 101 km. Pertenece a la comarca de Tentudía y al partido judicial de Zafra. Su población en 2017 era de 999 habitantes (INE).

## Historia
Durante la dominación árabe se le denominó Al-Caxera, que quiere decir blanca, pero su verdadero renombre histórico arranca de mediados del siglo XIII.
Durante la reconquista de Sevilla por Fernando III, El Santo, el monarca encargó al maestre santiaguista Pelay Pérez Correa atacar a un ejército sarraceno que se ubicaba en los puertos de estas sierras, librando con él tan feroz batalla que la noche se acercaba sin decidirse la victoria, por lo que el valeroso capitán clamó a la Virgen gritando “Santa María deten tu día”, y cuenta la venerable tradición que el sol se paró en el horizonte, como en los tiempos bíblicos, para permitir a los cristianos el ansiado triunfo. En memoria de este prodigio el maestre mandó edificar en la cima del monte más alto un templo, el cual fue erigido a la categoría de monasterio por el papa León X en 1514, y que fue cabecera de la Vicaría de Tudía que comprendía nueve pueblos de la zona y albergó un colegio de humanidades que hasta su desaparición, a mediados del siglo XIX, era el más importante de Extremadura.
A partir de la construcción de este templo, al que se le fue dotando de grandes rentas, y con la edificación posterior del Conventual Santiaguista, Calera de León pasó a constituir uno de los centros más significativos de la Orden de Santiago.
Hasta 1873 perteneció a la diócesis del Priorato de San Marcos de León, fecha a partir de la cual pasó a la jurisdicción de la diócesis de Badajoz.
A la caída del Antiguo Régimen la localidad se constituye en municipio constitucional en la región de Extremadura. Desde 1834 quedó integrado en el partido judicial de Fuente de Cantos. En el censo de 1842 contaba con 319 hogares y 1251 vecinos.

## Patrimonio

### Iglesia Santiago Apóstol
Adosada al claustro se encuentra la iglesia de Santiago Apóstol. En su construcción se utilizó la mampostería, el ladrillo y la piedra de sillería. Su fachada es bastante irregular presentando una composición volumétrica donde sobresale una escalera de caracol, contrafuertes adosados y una espadaña barroca del dieciocho.

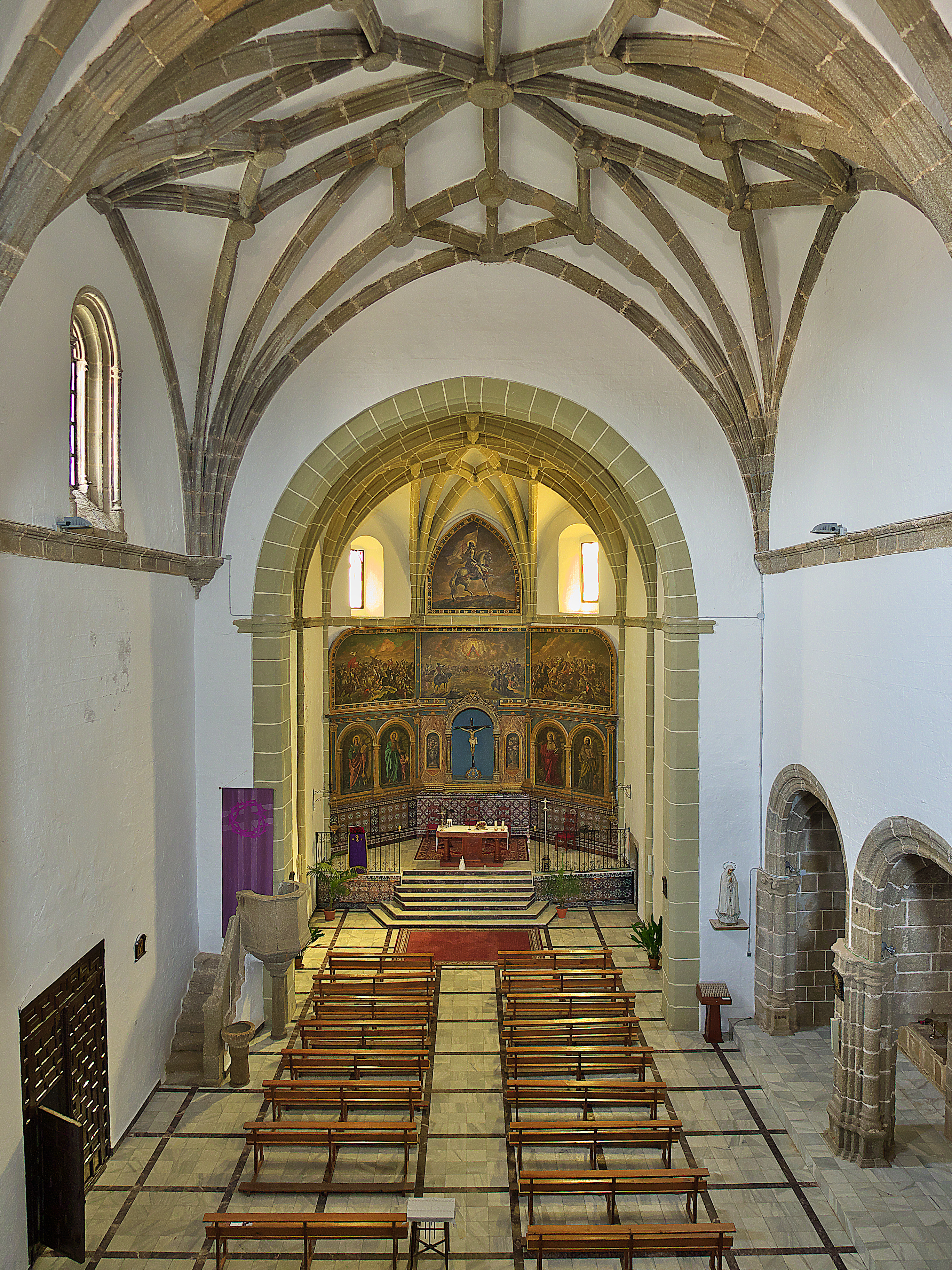
Iglesia de Santiago Apóstol

Se trata de una obra gótica tardía, de finales del siglo XV, es de una sola nave, de gran amplitud, con cuatro capillas hornacinas en el lateral de la Epístola, sacristía y la capilla bautismal, hoy de Sagrario. Se cubre con bóveda de crucería en forma de estrella, cuyos nervios descansan en pilastras constituidas por semicolumnas adosadas. Las capillas hornacinas tienen boveditas de crucería en su variedad de “espejo” sobre arcos de medio punto. La portada principal del templo es renacentista, adintelada, con cuatro columnas toscanas y hornacinas vacías en los intercolumnios, cuatro flameros por coronamiento y tímpano en arco. La del lado del Evangelio es gótica, perfilada en dintel, con dos cuartos de círculo y hornacina vacía. El retablo mayor está constituido por ocho lienzos de Eduardo Acosta que representan a los cuatro evangelistas, escenas de la batalla de Tentudía, con la aparición de la Virgen a Pérez Correa, y coronando el conjunto la figura ecuestre del Apóstol Santiago. La hornacina está ocupada por una talla de madera del Cristo Crucificado, datada en el siglo XVI, que ha sido restaurada. En las vidrieras podemos observar la flor de lis que representa el triunfo y la espada de la Orden de Santiago. El púlpito, situado junto al arco toral, es de granito con cuerpo octogonal que descansa en base gallonada sustentada por un pilar del mismo material. Al pie de la escalera de acceso hay una pileta de agua bendita de piedra granítica con cazuela gallonada. A los pies de la nave se encuentra la tribuna que se alza sobre arco escarzado y bóveda de crucería muy plana.
Durante la estancia de los freires de san Marcos de León la iglesia se benefició de mucho mobiliario, enseres que trajeron consigo, llegando a contar con hasta cinco órganos, pero entre los incendios, y entre que los robaban, no queda ninguno en el día de hoy.

### Monasterio de Tentudía
Esta obra es un importante conjunto arquitectónico de estilo gótico mudéjar catalogado de Bien de Interés Cultural Nacional.

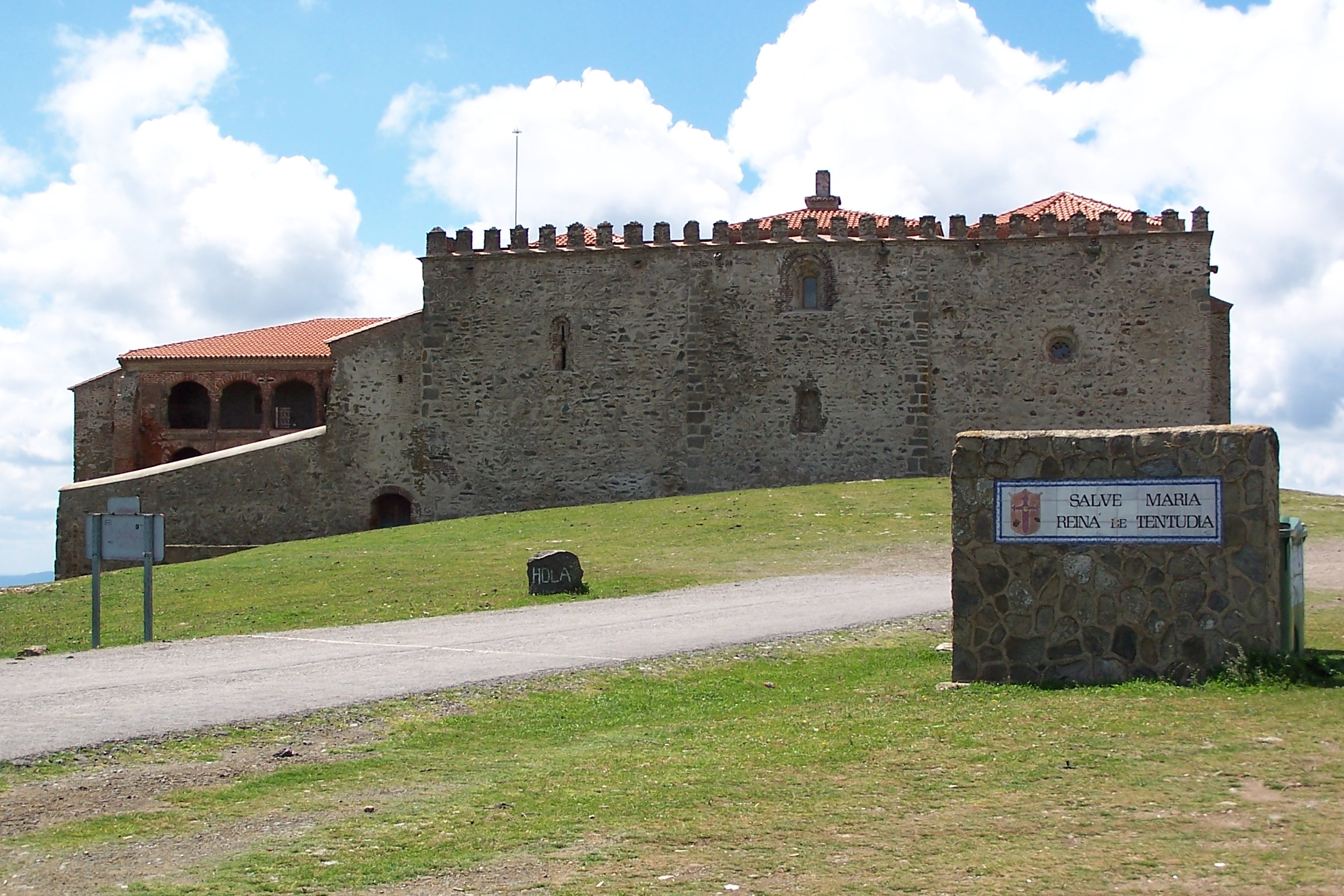
El Monasterio de Tentudía.

La Iglesia fue elevada sobre un modesto templo anterior erigido en conmemoración de la mítica batalla de Tentudía. Debió estar compuesto por tres naves, comunicadas a través de hiladas de arcos de cantería, con una capilla de planta cuadrada en la nave central y otras menores, adosadas a las colaterales. El cerramiento se solucionaría con
una simple cubierta de madera, de estética mudéjar. A finales del siglo XIV fueron adosadas a la cabecera dos capillas funerarias, conectadas con las naves colaterales por medio de un reducido pasillo donde podemos encontrar a dos maestres de la Orden de Santiago: Gonzalo Mexías y Fernando Oxores. Las capillas laterales albergan retablos de azulejos, posteriores al del altar mayor, representando uno a Santiago caballero en blanco corcel, vestido de armadura, con espada en la mano derecha y bandera en la otra, yaciendo a sus pies los enemigos vencidos en combate. Flanquea la escena dos grandes árboles y está bordeada de cenefa con ramificaciones y guirnaldas. En el frontal de la mesa del altar figura una cartela con la imagen de la Virgen y el Niño. La capilla de San Agustín muestra en su retablo cerámico al Santo caracterizado de Padre de la Iglesia, con mitra y báculo, sosteniendo en su mano derecha la pluma de doctor y en la izquierda la iglesia de fundador. Preside el templo la bellísima imagen de la Virgen de Tentudía, advocación de gran raigambre dentro y fuera de la zona. Es una imagen de las llamadas de “candelero” en cuyo rostro se aprecia la armonía de la dulzura con la majestad que los artistas del siglo XVIII imprimían a sus obras.
Lo más interesante del Monasterio es el retablo mayor, realizado en 1518 por el famoso ceramista italiano afincado en Sevilla Niculoso Pisano, donde el estilo mudéjar se combina en la rica armonía de su bello colorido, resultando uno de los conjuntos cerámicos más importante de la península. Sus dimensiones son de 3,4 m de alto por 2,65 m de ancho con un total de 640 azulejos. La obra representa en su mayor parte escenas marianas poniendo de manifiesto el delicado arte de este gran artista del Renacimiento. Al lado derecho del altar junto a una inscripción se encuentra la tumba del fundador, Pelay Pérez Correa, revestida de azulejos de la misma traza y estilo.
El claustro al estilo mudéjar sencillo y construido con ladrillo, se compone de una galería en cuatro tramos con dos pisos superpuestos el inferior de cuatro arcos de medio punto y el de arriba con cinco vanos de medio punto rebajados. La arquería se sustenta en pilares octogonales con basa y capitel. En el centro lleva un aljibe de gran capacidad. A los lados de la galería se distribuyen las diversas estancias, sobrias habitaciones cubiertas de techos planos de madera o con bóvedas de crucería. También se construyó una sacristía y tribuna, apertura de portadas para comunicar el ábside con las capillas funerarias, etc. Décadas después fueron sustituidas las tres naves del templo, dando lugar a una iglesia de nave única cubierta con bóvedas de cañón.

### Conventual santiaguista

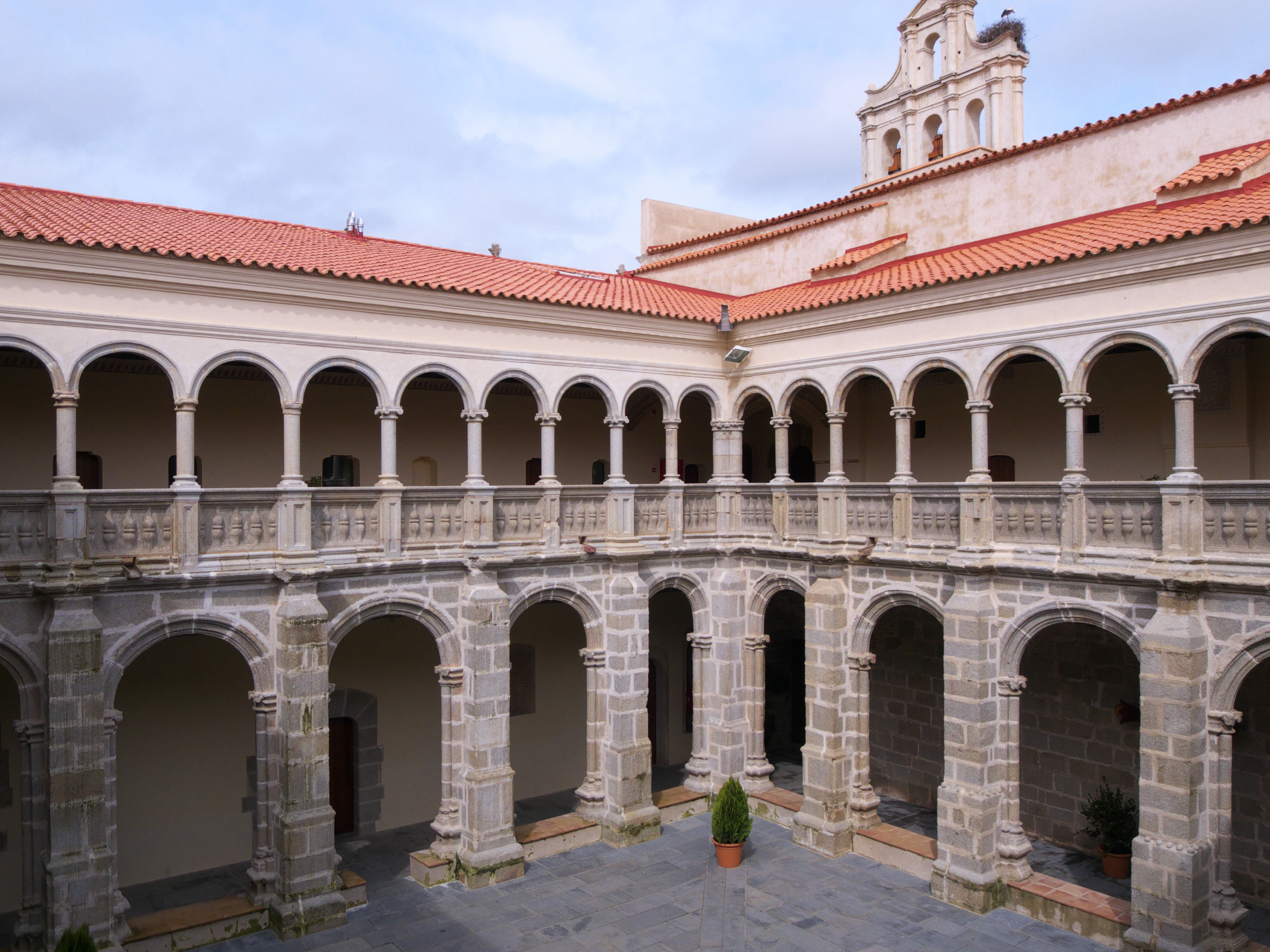
Claustro conventual

Es una construcción de piedra granítica y mampostería, realizada a finales del siglo XV, como residencia más amplia holgada de los caballeros que habitaban en Tentudía. Albergó durante cuarenta años el Colegio de San Marcos de León que la Orden trasladó desde la capital del antiguo reino en 1562. Al igual que el monasterio de Tentudía el edificio está declarado de interés Bien Histórico Artístico Nacional desde 1931. Su claustro de doble planta está construido con piedra granítica y su columnata y las artísticas bóvedas de sus salas y galerías muestran con profusión la belleza del estilo renacentista. De 1930 a 1934 este prestigioso monumento fue objeto de diversas tentativas de despojo con la intención de demostrar sus artísticas piedras para trasladarlas a América.
Una de sus estructuras más importantes es el claustro, de planta cuadrada y dividido en dos pisos superpuestos. El inferior se conforma con arcos de medio punto, que descansan sobre pilares con pilastras jónicas adosadas y ornamentales. El cerramiento de este se resuelve con bóvedas de crucería. Las habitaciones monásticas más bellas se emplazan en la planta baja destacando la “Sala de los Capítulos o de las Piñas” por presentar las claves de los nervios de sus bóvedas decoradas con florones. Como decoración del conjunto, se esculpen conchas santiaguistas y emblemas heráldicos.

### Ermita Ntra. Sra. de los Dolores
Se encuentra en el límite del casco urbano camino a Tentudía. Está concebida como ermita-humilladero aunque se encuentra profundamente modificada, debido a las sucesivas intervenciones que fueron practicando con el paso de los siglos, en el barroco sobre todo. Es de pequeñas dimensiones con una nave única, cubierta al exterior a dos aguas. Lo más destacado, además de su portada principal o de los pies, es el tambor octogonal que se asienta sobre la cabecera; cerrada con una cupulilla. Se remata este cimborio con un temple de la misma planta, coronado por un pequeño pináculo. La portada posee gran valor plástico, de inspiración clásica como bien lo demuestran los elementos que la decoran. Contó en otro tiempo con un enrejado de madera que separaba el presbiterio o zona más sacra, de la nave, o espacio laico. La finalidad de ésta pieza era la de proteger de los frecuentes robos y saqueos, el ajuar artístico y litúrgico del templo, situado en su mayor parte en el mencionado presbiterio. Son característicos sus poyos interiores a modo de asientos adosados a los cimientos de los muros.

## Fiestas

### Romería de Tentudía
La Romería de Tentudía es una fiesta que se celebra todos los 8 de septiembre desde la segunda mitad del siglo XIII y tiene más de 700 años de antigüedad.
Al construirse el Monasterio la devoción a la virgen tomó gran auge e incremento, citándola Alfonso X “El Sabio” en
sus célebres cantigas. Al correr de los tiempos la fiesta fue ganando en popularidad y asistencia y a finales del siglo XIV el rey Enrique II de Trastámara concede al vicario diversos privilegios para la fiesta de la virgen, que incluían el precio a los feriantes del impuesto de asientos y baras. Ya en aquellos tiempos la asistencia a esta romería superaba la cifra de más de 6000 personas que acostumbraban a venir desde el sur de la provincia de Badajoz y de la parte norte de Huelva y Sevilla.
Según datos contrastados se puede decir que la romería o feria de Tentudía es una de las más antiguas de España.
Desde la plaza mayor de la villa cada amanecer del día 8 de septiembre, sale nuestra imagen de la Virgen de Tentudía, patrona de Calera de León y de la comarca de Tentudía, acompañada de infinidad de romeros y peregrinos hacia su santuario, el Monasterio de Tentudía, que se reúnen en multitud para expresar su devoción a su
patrona.
Todos en peregrinación emprenden el camino acompañando a la virgen, un camino de 9 km que a veces se hacen pesados, pero el esplendor de los paisajes, el aire fresco de la sierra y las paradas de descanso donde no falta el
poder degustar entre los romeros nuestros dulces tradicionales y las viandas de la tierra, basada especialmente en los productos del cerdo ibérico.

### Otras fiestas de interés
- San Marcos: entre los días 24 al 26 de abril.
- San Isidro Labrador: del 15 al 18 de mayo.
- Bajada de la Virgen de Tentudía del Monasterio: 15 de agosto.
- Ferias y Fiestas en honor a la Virgen de Tentudía: del 7 al 10 de septiembre.
- Feria del Piñón: Puente de la Inmaculada.

## Demografía
Calera de León cuenta con una población de 918 habitantes (INE 2024).
| Gráfica de evolución demográfica de Calera de León entre 1842 y 2021                                                  |
| |
| Población de derecho según los censos de población del INE. Población de hecho según los censos de población del INE. |